# Curt Abel-Musgrave

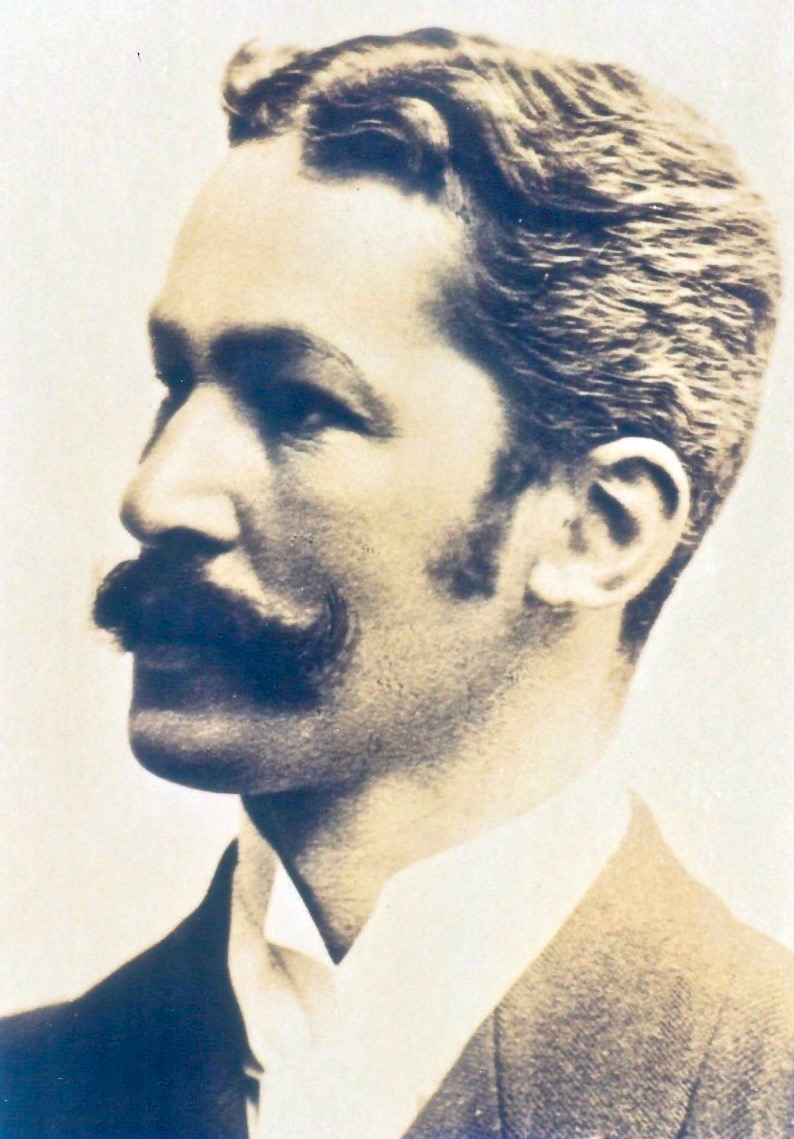
Curt Abel um 1898

Curt Abel-Musgrave (* 4. April 1860 in Berlin; † 3. November 1938 in Cambridge, Massachusetts, Vereinigte Staaten), geboren als Curt Emil Josua Abel, war ein deutschamerikanischer Chemiker, Mediziner, Pädagoge, Journalist, Autor, Publizist, Übersetzer und Kommunalpolitiker, der in Deutschland, der Schweiz, in Großbritannien, den Niederlanden und den Vereinigten Staaten lebte.
Er veröffentlichte politische und sozialkritische Werke, einen utopischen Antikriegsroman, Theater-Lustspiele, Dramen, Märchen, Gedichte, Novellen und Essays, teils unter den Namen bzw. Kürzeln C. Abel, Curt Abel, Kurt Abel, Curt A.-Musgrave, Kurt A. Musgrave, C. Musgrave, C. Abel-Musgrave, Curt Abel-Musgrawe, und unter den Pseudonymen Ernest Lunge, W. Rosen und Curt A. Freiburg sowie anonym.
Ein Teil seiner Veröffentlichungen erschien in deutscher, englischer, niederländischer und hebräischer Sprache. Außerdem übersetzte er bekannte Werke von Arthur Conan Doyle und Rudyard Kipling in die deutsche Sprache.
Er war der Sohn des Philologie-Pioniers Carl Kalonymos Abel und der Vater des international bekannten Finanzwissenschaftlers Richard Abel-Musgrave.

## Familienname

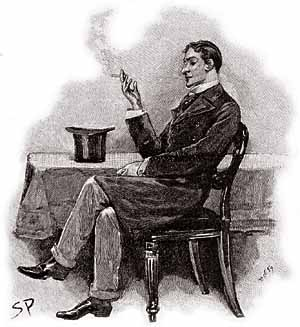
Die Kunstfigur Reginald Musgrave in einer Illustration von Sidney Paget zu Arthur Conan Doyles Sherlock-Holmes-Roman The Adventure of the Musgrave Ritual im The Strand Magazine vom 29. Mai 1893

Der korrekte Familienname lautete Abel. Bei dem von Curt Abel willkürlich hinzugefügten Namen Musgrave gab es hingegen keinerlei Bezug zu seiner Familie. Curt Abel hatte sich vielmehr entschlossen, einen Familiennamen des englischen Sprachraumes per Bindestrich (engl. hyphen) hinzuzufügen und verfiel darauf, sich zu diesem Zweck einer Kunstfigur seines Freundes, des Arztes und Schriftstellers Arthur Conan Doyle, zu bedienen. In dessen literarischem Werk ist Musgrave ein Kommilitone aus der College-Zeit des Detektivs Sherlock Holmes.
Eine Notwendigkeit für diese Namensänderung scheint aus heutiger Sicht nicht gegeben, denn der hebräische Name Abel (hebr. הֶבֶל; Hevel) war aufgrund seiner biblischen Überlieferung im anglophonen Sprachraum sowohl als Vorname wie auch als Familienname geläufig und leicht auszusprechen.
Grund der Ergänzung seines Familiennamens könnte neben einem gewissen Faszinosum möglicherweise das Bemühen gewesen sein, die eigene teils jüdische Herkunft durch die englische Aussprache des künftigen Familien-Doppelnamens zumindest im deutschen Sprachraum zu verschleiern. Auslöser dafür mag die Affäre um eine antisemitische Beleidigung vom Februar 1890 gewesen sein, durch die er seinen Kommilitonen und Freund in Folge eines Duells verloren hatte. Dessen Familienname Salomon (hebr. שְׁלֹמֹה; Šəlomoh) ließ ebenfalls auf eine jüdische Abstammung schließen.
Ausweislich der Veröffentlichungen unter seinem eigentlichen Namen Curt Abel ist die Ergänzung um den Namen Musgrave frühestens auf die Mitte der 1890er Jahre zu datieren. Conan Doyles Kunstfigur Musgrave dürfte Abel erst ab etwa dieser Zeit bekannt geworden sein, denn Conan Doyles Werk The Adventure of the Musgrave Ritual erschien erstmals am 13. Mai 1893 im US-amerikanischen Harper’s Weekly und am 29. Mai 1893 im britischen The Strand Magazine. Das britische Periodikum war seinerzeit die bedeutendste Literaturzeitschrift des Vereinigten Königreiches, so dass davon auszugehen ist, dass diese vom Literaten Curt Abel während seiner Jahre in England gelesen wurde. Abels Namensänderung zu Abel-Musgrave erfolgte vermutlich anlässlich einer amtlichen Registrierung während eines USA-Aufenthaltes.
Sein Sohn Richard verzichtete im Jahr 1937 auf den Bindestrich zwischen diesen beiden Nachnamen, als er sich um die US-Staatsbürgerschaft bewarb. In der Folge nutzte der Sohn seinen eigentlichen Familiennamen Abel abgekürzt als Richard A. Musgrave, wodurch dieser wie ein zweiter Vorname in einer im anglophonen Sprachraum üblichen Schreibweise wirkte. Teilweise ließ der Sohn den Familiennamen Abel bzw. das Kürzel A. vollkommen entfallen. Richards spätere Dissertation wurde dennoch sowohl unter Abel-Musgrave als auch Musgrave in Harvard registriert.

## Familie

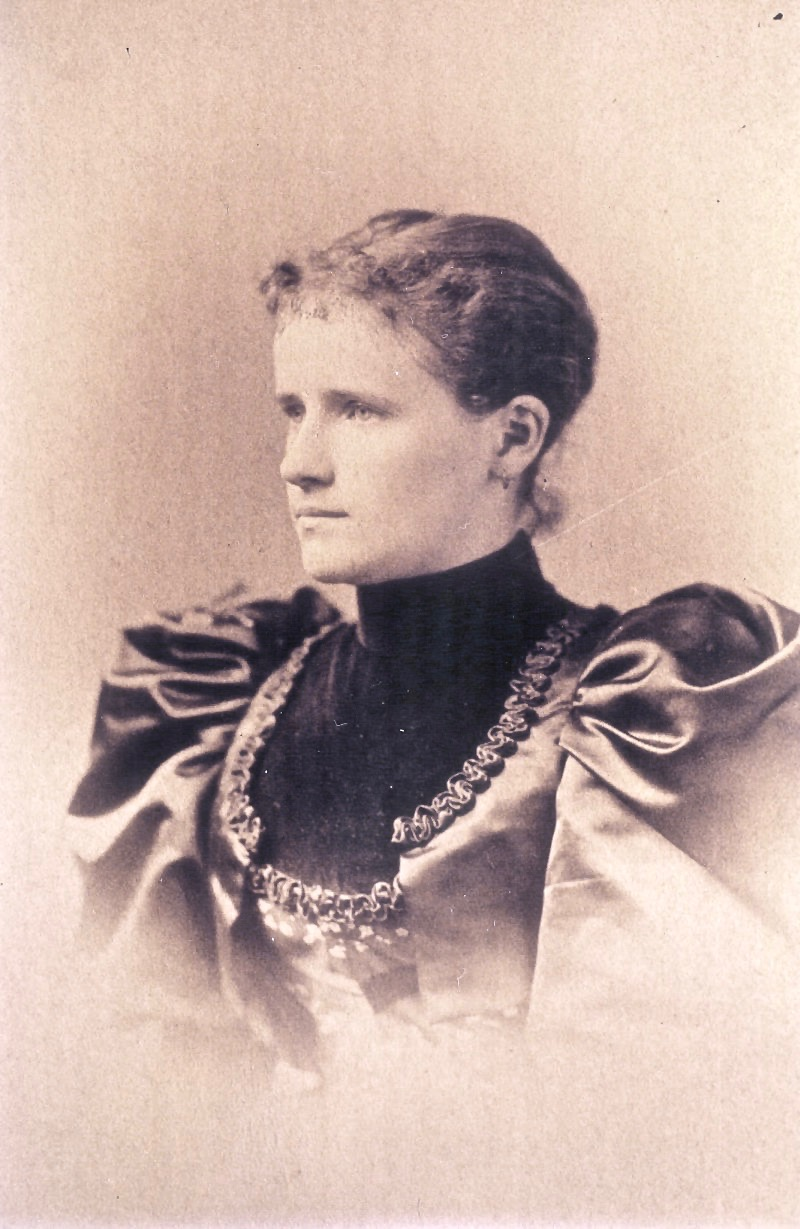
Curt Abels Ehefrau Charlotte „Lotte“ Abel, geborene Prüfer, um 1900

Curt Abel war Sohn des an der Berliner Humboldt-Akademie lehrenden Philologie-Pioniers, des Professors für Vergleichende Sprachwissenschaft und Völkerpsychologie, Carl Kalonymos Abel (1827–1906) und dessen Ehefrau, Auguste Karoline (1831–1903), geborene Schwarz. Curt Abel hatte Geschwister; eine vermutlich ältere Schwester, die in die Vereinigten Staaten ausgewandert ist, gilt als gesichert.
In beiden Familien seiner Eltern gab es Angehörige jüdischer Abstammung, so Curt Abels Großvater väterlicherseits, den Bankier Gerson Abel (* 1791), und seine Großmutter mütterlicherseits, Friederike Charlotte Schwarz (* 1803), geborene Guergens. Beide waren zum christlichen Glauben konvertiert. Curt Abel wuchs evangelisch-lutherisch auf. Seiner Konfirmation jedoch entzog er sich einen Tag vor dem Ereignis, so dass sich sein Vater Carl Abel genötigt sah, die für diesen Anlass ausgesprochenen Einladungen sehr kurzfristig zurücknehmen zu müssen. Im engeren Sinn religiös war die Familie nicht; seiner teilweise jüdischen Vorfahren war sich Curt Abel jedoch zeitlebens sehr bewusst.
Aus Curt Abel-Musgraves 1907 geschlossener Ehe mit der Tochter des Politikers Richard Karl Adalbert Prüfer, der passionierten Bergsteigerin Annemarie Charlotte „Lotte“ (1871–1923), geborene Prüfer, gingen zwei Kinder hervor, die in Clifton bei Bristol geborene spätere Pädagogin Ellen Abel-Musgrave (1908–1988) und der dann international bekannt gewordene Ökonom Richard Abel-Musgrave (1910–2007), geboren in Königstein im Taunus. 1923 verstarb Curt Abel-Musgraves Ehefrau 52-jährig an Leukämie. Sie wurde in Königstein beigesetzt.

## Leben

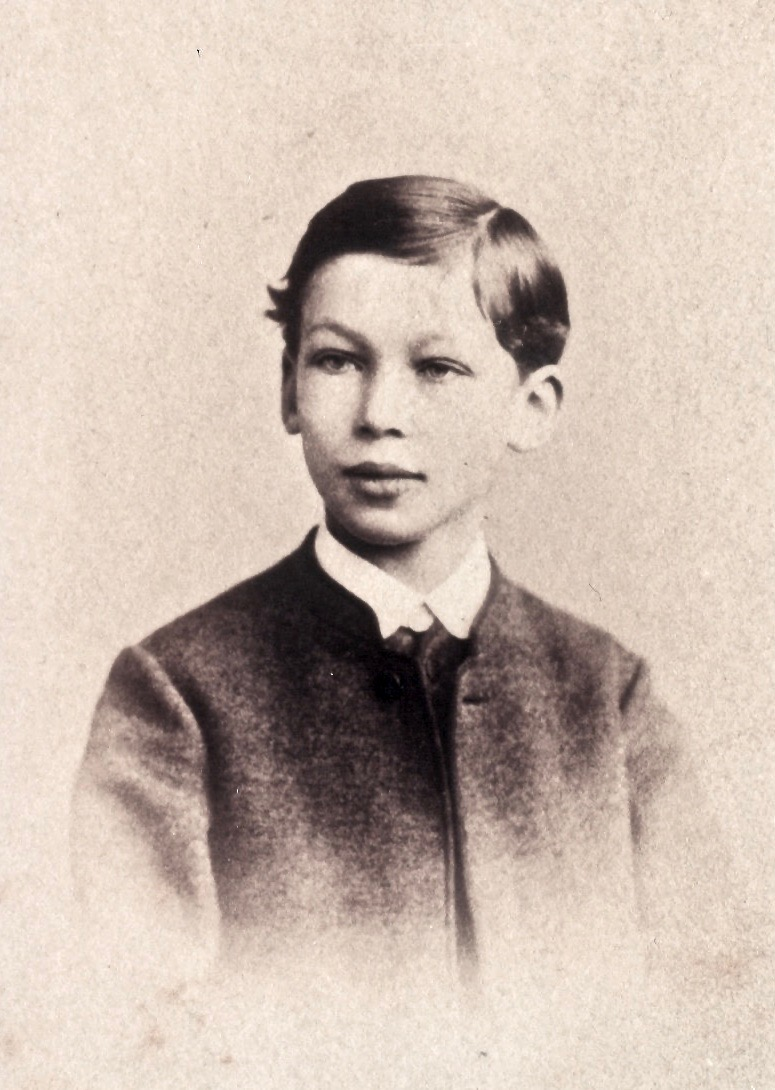
Curt Abel als elfjähriger Berliner Gymnasiast kurz nach der Gründung des Deutschen Reiches im Jahr 1871

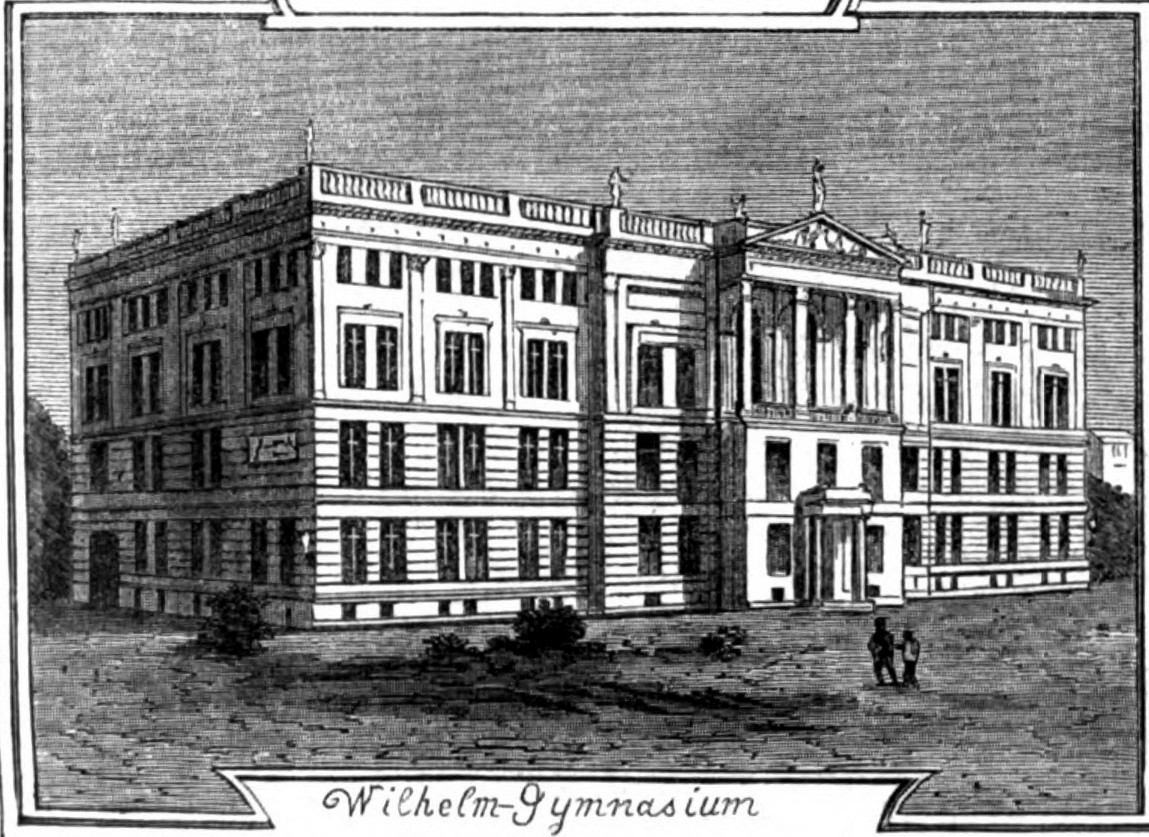
Das Königliche Wilhelm-Gymnasium in der Bellevuestraße 15 in Berlin-Tiergarten besuchte Curt Abel von etwa 1870 bis 1876

Curt Abel besuchte nach der Volksschule zunächst das Königliche Wilhelm-Gymnasium in Berlin-Tiergarten, an dem etwa zeitgleich auch Johannes Biermann, William Küster, Wilhelm Liebermann von Wahlendorf, Carl Ludwig Reimer, Max Rötger und Georg Witkowski unterrichtet wurden. Die Familie war währenddessen von dem südwestlich Berlins gelegenen Vorort Zehlendorf aus der dortigen Hohenzollernstraße 10 nach Berlin-Schöneberg in die Keithstraße 9 (heute: nahe Wittenbergplatz) umgezogen. 1876 wechselte er nach Bruchsal zum Großherzoglich Badischen Gymnasium, zu dieser Zeit ein Progymnasium. Der Grund für diesen Wechsel ist unklar, zumal seine Eltern ausweislich der Berliner Adressbücher weiter in Berlin wohnten. Eine Quelle stellt dabei einen nicht recht nachvollziehbaren Zusammenhang mit Curt Abels Verweigerung der Konfirmation her, die jedoch etwa zwei Jahre vor dem Schulwechsel datiert werden dürfte. Wahrscheinlicher wäre ein Zusammenhang mit seiner Tuberkulose-Erkrankung, wegen der man betroffene Kinder aus der Großstadt oft zur Kräftigung und Gesundung aufs Land (Berge, Wald, See, Licht, Luft, Sonne) geschickt hat. Aufgrund dieser Erkrankung konnte er seine Reifeprüfung erst 1882 ablegen. Bis zu diesem Zeitpunkt war das Progymnasium zu einem Gymnasium ausgebaut worden.
In Berlin nahm Curt Abel an der Friedrich-Wilhelms-Universität ein Studium der Medizin auf und belegte zusätzlich Literatur und Neue Sprachen (u. a. Englisch). Zur damaligen Zeit wurden Schüler höherer Schulen zumeist lediglich altsprachlich unterrichtet.

„Sokrates und Anaxagoras, Galilei und Pythagoras … Kolumbus, Kopernikus, Kepler, Giordano Bruno, Lavoisier, Fulton, Franklin, Harvey, Curie, Zeppelin … sie sind Merksteine auf dem Leidensweg des Menschengeschlechtes.“

Ab Oktober 1882 leistete er als Einjährig-Freiwilliger Militärdienst bei einem in Berlin stationierten Kavallerie-Regiment, zuletzt als Unteroffizier bzw. Königlich Preußischer Offiziersaspirant (= Offiziersanwärter).
Im Oktober 1883 reiste Curt Abel 23-jährig mit dem nagelneuen luxuriösen Schnelldampfer Elbe des Norddeutschen Lloyd über Bremerhaven und Southampton nach New York City, und von dort per Eisenbahn über Chicago nach San Francisco, um seinen in Kalifornien lebenden Schwager und seine Schwester zu besuchen. Auf deren Obstplantage arbeitete er zunächst für einige Wochen als Erntehelfer.
Später war er journalistisch als Lokalredakteur (City Editor) der zwischen 1860 und 1903 publizierten deutschsprachigen Tageszeitung San Francisco Abend Post unter Chefredakteur Hugo Herzer (1845–1921) tätig. Dieses Blatt hatte im Jahr 1880 z. B. ein Frühwerk von Karl May (Der Waldkönig) unautorisiert abgedruckt.
Eine von Abel beschriebene Choleraepidemie unter chinesischen Einwanderern in San Francisco führte er auf allgemeine Profitsucht und die Korruption von Amtspersonen zurück. Er beschrieb San Franciscos Chinatown im Sinn eines Slums als Hölle („hell“). Demgegenüber kennzeichnete er die von seinesgleichen („us“) bewohnte Großstadt als gesundes Paradies („healthy paradise“) und grenzte sich damit zugleich als privilegiert von den Asiaten ab. Die Unterkünfte der chinesischen Einwanderer charakterisierte er als Seuchenhöhlen („plague-caves“) und pestilenzfördernde Buden („pestilential dens“), die Luft auf deren Straßen als getränkt von Bazillen, Schimmel und Gestank („impregnated with bacilli, fungi and stench“). Mit dieser Kritik und seiner Art der Zustandsbeschreibung stand er zur damaligen Zeit keineswegs allein. In diesem Kontext sei an seine eigene Betroffenheit (Tbc) erinnert, die ihn vielleicht besonders sensibilisiert hatte. Er bezog später vehement Position, als er sich gegen einen Zuzug asiatischer Arbeitskräfte nach Deutschland aussprach. Aus den USA war ihm der Chinese Exclusion Act von 1882 bekannt, der Chinesen von der Einwanderung in die Vereinigten Staaten bis in die 1920er Jahre weitgehend ausschloss. Er verurteilte die ihm ebenfalls aus den USA bekannte Frauenrechtsbewegung der Suffragetten. Beide Vorbehalte beeinflussten sein weiteres Werk, womit er gängigen diskriminierenden Denkmustern seiner Zeit entsprach.
Im Februar 1885 beantragte er die US-Staatsbürgerschaft, kehrte jedoch schon im Januar 1886 nach Deutschland zurück und ließ sich in Freiburg im Breisgau nieder. Dort wurde er sofort zu einer zweimonatigen Reservistenübung nach Straßburg einberufen. An Freiburgs Albert-Ludwigs-Universität nahm er sein unterbrochenes Studium der Medizin wieder auf. Da er dazwischen aber wiederholt als Reservist zum Militär einrücken musste, geriet sein Studienverlauf etwas erratisch, zumal er auch die Studiengänge Literatur und Neue Sprachen belegt hatte.
Curt Abel, der in seiner Jugend noch mit der Sozialdemokratie sympathisiert hatte, entwickelte sich zu einem leidenschaftlichen Anhänger der Monarchie und setzte ab Mitte Juni 1888 (Dreikaiserjahr) hohe Erwartungen in den jungen deutschen Kaiser Wilhelm II. Von Inhabern gesellschaftlich angesehener Positionen wie Adligen, Offizieren, Wissenschaftlern, Politikern, Pädagogen, Geistlichen und Journalisten erwartete Abel eine von sittlichen Werten geprägte Gesinnung (Ethos).

„Ein Mensch kann in einer Beziehung sehr hochstehend, in einer anderen sehr minderwertig sein.“

Abels journalistische und publizistische Aktivität diente primär gesellschaftspolitischen Aspekten. Er wollte benachteiligte Gruppen in den Fokus rücken, auf die er durch seine unterschiedlichen Tätigkeiten und Wirkungsorte aufmerksam geworden war. Er argumentierte zumeist aus einer einerseits patriotischen und andererseits christlich-freisinnigen Sichtweise heraus. Reformerisch gesinnt, plädierte er für ein „Christenthum der Tat“ anstelle von Dogmatismus, Fanatismus oder Orthodoxie. Diese Sichtweise Abels bildete eine Grundauffassung, die sich in seinen Werken und Aktivitäten großteils widerspiegelt.
In zahlreichen Publikationen deckte er gesellschaftliche, soziale und hygienische Missstände auf. Auch den zunehmenden preußischen Militarismus kritisierte er deutlich. Sein Engagement wurde zu dieser Zeit als durchaus rebellisch aufgefasst und war in der Kombination mit seinem teilweise jüdischen familiären Hintergrund kaum geeignet, sich im vorrangig militaristisch und obrigkeitshörig geprägten deutschen Kaiserreich ein gesellschaftlich hohes Ansehen verschaffen zu können. Teils aus Enttäuschung übersiedelte er wiederholt ins Ausland und entwickelte sich deshalb, auch aufgrund bestehender familiärer Bezüge nach England und den Vereinigten Staaten, polyglott. Zur damaligen Zeit war dies eher ungewöhnlich. Curt Abel schloss damit jedoch nahtlos an die Weltläufigkeit seines Vaters Carl an.
In Freiburg traf er auf den sieben Jahre älteren Verleger Friedrich Ernst Fehsenfeld, der ebenfalls das Königliche Wilhelm-Gymnasium zu Berlin besucht hatte. Im Jahr 1889 war der 29-jährige Curt Abel der erste Autor, den Fehsenfeld für seine in Gründung befindliche Verlagsbuchhandlung unter Vertrag nahm. Er wurde der Hausautor des Verlags und in dieser Hinsicht der Vorgänger von Karl May. Abel und Fehsenfeld soll ein herzliches Verhältnis verbunden haben.
Während eines erneuten Militärdienstes im Juli und August 1889 als Reservist und Vice-Wachtmeister des dem XV. Armee-Korps unterstehenden Elsässischen Train-Bataillons No. 15 in Straßburg dokumentierte Curt Abel in seinem Tagebuch die grobe Misshandlung von Soldaten durch Offiziere. Als er den betreffenden Tagebuchauszug 1890 in Berlin veröffentlichte (wobei er den Verlag Fehsenfelds zunächst überging), führte dies zu beträchtlichem Aufsehen. Eine Beschwerde auf dem Dienstweg hatte er nicht eingereicht. Ihm war es darum gegangen, die Öffentlichkeit aufmerksam zu machen, weil derartige Fälle üblicherweise geheim gehalten wurden. In der Folge wurde er degradiert (Aberkennung der Offiziersanwartschaft in Friedenszeiten) und von einem Militärgericht wegen seines dienstrechtlichen Vergehens zu einem vierzehntägigen Strafarrest verurteilt, den er im Dezember 1890 verbüßte. Dem Antritt dieser Strafe hätte er sich leicht entziehen können, weil er zwischenzeitlich in die Schweiz umgezogen war. Aus prinzipiellen Erwägungen saß er diese jedoch ab. Wie sich unabhängig davon herausstellte, war der von Abel hauptsächlich beschuldigte Offizier, ein Rittmeister, offenbar ein Psychopath. Dieser verstarb Ende 1890 in einer „Irrenanstalt“. Später schob Abel eine Publikation nach, die das gegen ihn durchgeführte militärgerichtliche Verfahren beschrieb, wodurch er weiterhin als Provokateur betrachtet wurde. Die von Curt Abel in seiner Publikation Vier Wochen Vice-Wachtmeister beschriebenen Fälle der Misshandlung von Soldaten wurden durch den Abgeordneten August Bebel (SPD) in die Debatten des Reichstages eingebracht und wiederholt behandelt. Curt Abel und seine Veröffentlichungen werden daher mehrfach in den Protokollen des Parlaments erwähnt.
Ab Februar 1890 war er indirekt in das Duell Vering–Salomon zwischen Korporierten verwickelt worden, in dessen Folge sein aus Neuwied stammender (jüdischer) Kommilitone und Freund cand. med. Eduard Salomon (1864–1890) gestorben war. Eine Beleidigung als „krummer Judenjunge“ hatte im Raum gestanden. Durch seine Veröffentlichung in den Badener Academischen Blättern, die von namhaften Publikationen wie der Allgemeinen Zeitung des Judenthums und der Neuen Preußischen Zeitung (Kreuzzeitung) auch überregional aufgegriffen wurde, führte Curt Abel die im Kern auf Antisemitismus zurückgehende Konfliktursache reichsweiter Aufmerksamkeit zu und veröffentlichte später weitere Schriften dazu. In diesen monierte er auch das milde Gerichtsurteil gegen den Duell-Kontrahenten, der die Beleidigung öffentlich ausgesprochen hatte. Im Folgejahr entstand zudem Abels Werk Memoiren eines Couleur-Studenten, das sich kritisch mit der Lebensweise eines Korporierten im wilhelminischen Zeitalter befasste.
Seinem 1890 entstandenen Theaterdrama Die neue Generation billigte die zeitgenössische Kritik eine vergleichbar aufrüttelnde Wirkung zu wie Gerhart Hauptmanns Drama Vor Sonnenaufgang.
Ab Januar 1891 war Abel neben Edmund B. Miller (* 1855) Mitherausgeber der deutsch-nationalen Monatsschrift Das Deutsche Reich. Sein fünf Jahre älterer Compagnon Miller war Hauptmann a. D. des 5. Württembergischen Grenadier-Regiments „König Karl“ und hatte sich wie Abel in diversen Schriften kritisch mit Militärkonventionen, mit Ehrengerichtsverfahren und der Misshandlung von Soldaten befasst. Miller wurde dadurch wie Abel wiederholt im Reichstag thematisiert. Abel war ab 1891 Herausgeber der Zukunfts-Zeitung des Germanischen Völkerbundes.
Als medizinischer Unterassistent leistete Curt Abel an der Universitätspoliklinik in Zürich sein Praktisches Jahr. Seine dortigen Erfahrungen mit der verelendeten Arbeiterschaft verarbeitete er zusammen mit den Tagebuchaufzeichnungen aus seiner studentischen Zeit an Berliner Kliniken zu der Veröffentlichung Bei den Elenden. Allen Reichen und Sorglosen gewidmet (1891). Die grassierende Tuberkulose, an der er selbst gelitten hatte, führte er auf gesetzgeberische Mängel, hygienische und soziale Unzulänglichkeiten zurück. Er publizierte während dieser Zeit auch bei dem Verlags-Magazin des Jakob Lukas Schabelitz. Dabei handelte es sich um ein schweizerisches Verlagshaus, das bevorzugt von deutschen Oppositionellen genutzt wurde, darunter auch August Bebel und Friedrich Engels, wenn sie im eigenen Land von der politischen Zensur betroffen waren.
Nach seinen gesellschaftspolitischen Vorstößen enttäuscht über ausbleibende Reformen siedelte Abel 1891/92 nach England um, wo er in der Folge als Erzieher und Lehrer straffälliger („verwahrloster“) Knaben arbeitete, u. a. in Bath (Somerset). Seine deutsche Staatsbürgerschaft behielt er bei. Die bis dahin enge Verlagsbindung an Fehsenfeld lockerte sich, so dass dieser sich nach einem weiteren bzw. neuen umsatzträchtigen Hausautor umsah und 1891 in Karl May fand. In England freundete sich Abel mit dem Arzt und Schriftsteller Arthur Conan Doyle an.

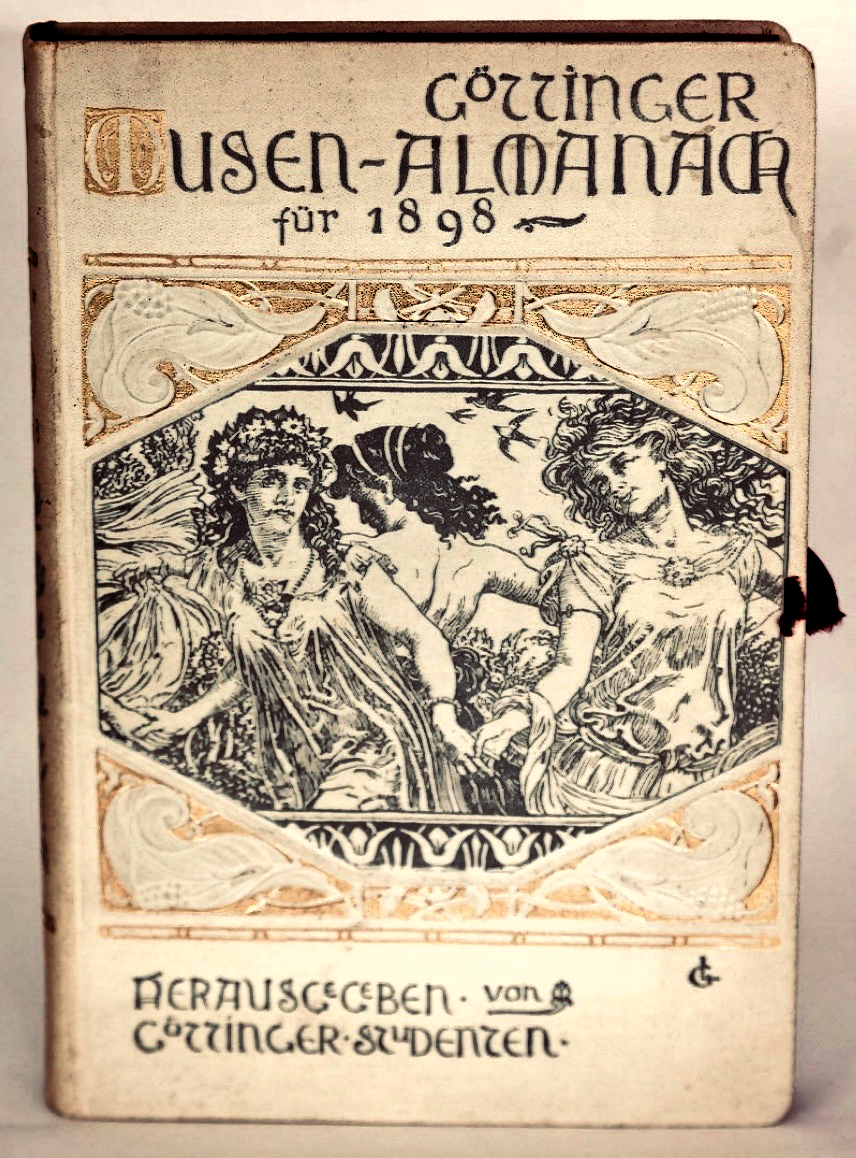
Der Göttinger Musen-Almanach für 1898, hrsg. v. Göttinger Studenten, Redaktion: Börries von Münchhausen, graphisch vom Jugendstil beeinflusst

1898 kehrte Curt Abel-Musgrave 38-jährig nach Deutschland zurück und begann ein zweites Studium, das der Chemie. Dazu immatrikulierte er sich zunächst an der Georg-August-Universität in Göttingen, ab Sommersemester 1900 an der Ruprecht-Karls-Universität in Heidelberg. In Göttingen arbeitete er ab 1898 neben Karl von Arnswaldt, Carl Hermann Busse, Kuno Graf von Hardenberg, Paul Heyse, Engelbert von Kerkering, Heinrich Leuthold, Agnes Miegel, Carl Mönckeberg, Börries von Münchhausen, Levin Ludwig Schücking, Moritz Graf von Strachwitz, Paul Viertel u. a. an dem 1896 begründeten akademisch-literarischen Göttinger Musen-Almanach lyrischer Gedichte, Balladen und kurzer Erzählungen mit, dessen Titel an den gleichnamigen berühmten Vorläufer des Göttinger Hainbundes erinnern sollte.

„Donnerwetter, der Abel-Musgrave kann ja was! Die anderen sind gräßliche Dilettanten!“

Parallel dazu arbeitete er als Übersetzer und übertrug 1898 Rudyard Kiplings Welterfolg The Jungle Book (Das Dschungelbuch) in die deutsche Sprache. In der Übersetzung nahm er gegenüber Kiplings Originaltext einige Änderungen vor, beispielsweise beim Titel Im Dschungel, der bis 1913 Bestand hatte, bevor er dem englischen Original angeglichen wurde.

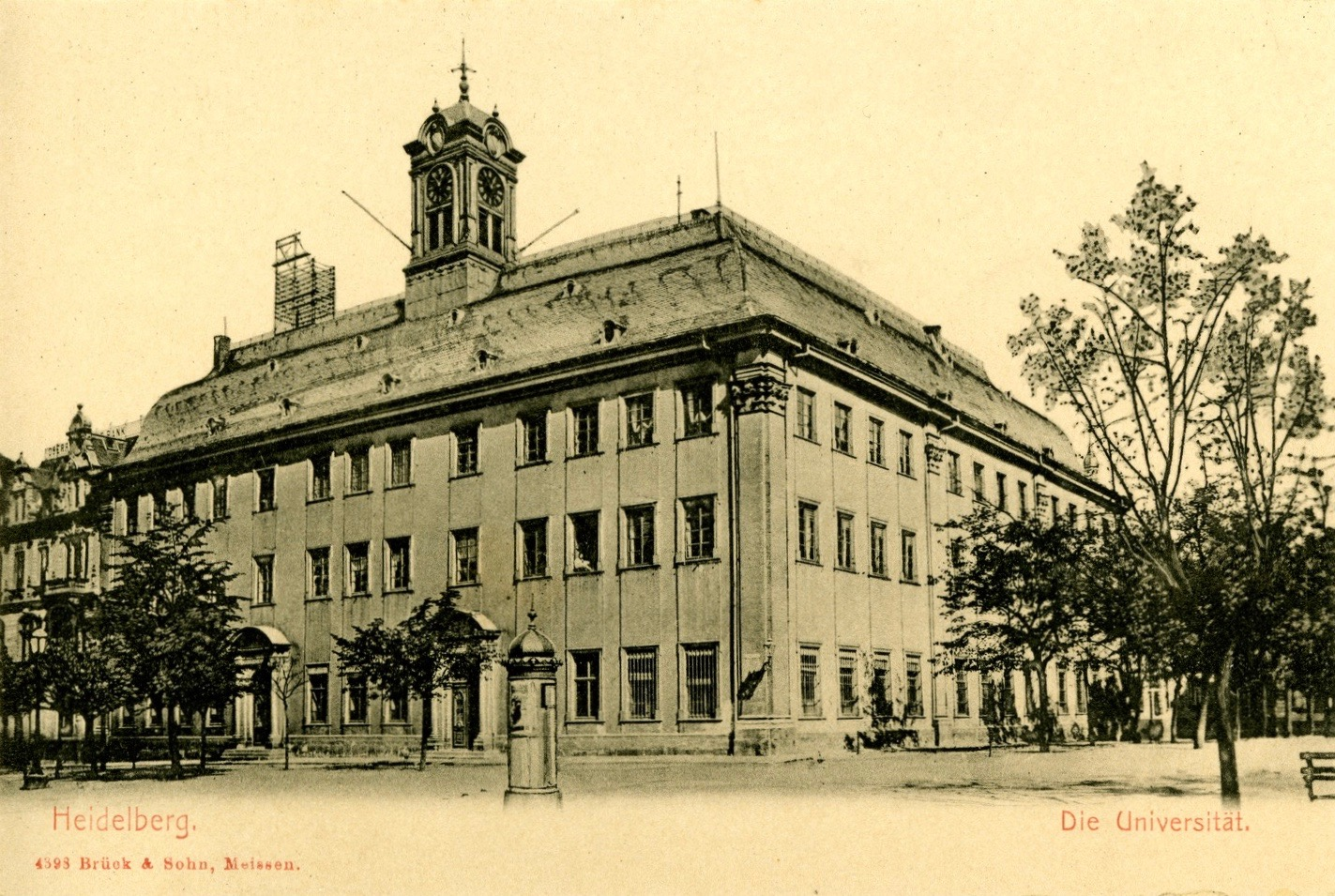
An der Ruprecht-Karls-Universität in Heidelberg promovierte Carl Abel-Musgrave 1907 in Chemie zum Doktor rerum naturalium (Dr. rer. nat.)

Sein Studium schloss der mittlerweile 47-jährige Curt Abel-Musgrave 1907 mit der Promotion zum Doktor rerum naturalium über das Thema Zur Kenntnis der Styrole ab, bei der es um die labortechnische Herstellung und Untersuchungen einer Gruppe von Benzolverbindungen ging.
Noch im selben Jahr, in dem er auch geheiratet hatte, zog es ihn erneut nach England, um dort bis 1913 in Bristol und im bekannten Seebad Brighton (East Sussex) als Lehrer und Journalist zu arbeiten. Während dieses Lebensabschnitts wurden seine beiden Kinder geboren, die Tochter Ellen in England, der Sohn Richard in Deutschland, weil Curt Abel-Musgraves Ehefrau „Lotte“ 1910 zur Niederkunft ins Haus ihrer Mutter zurückgekehrt war.
Sowohl in Deutschland als auch in England veröffentlichte er in der Tradition seines Literaten-Kollegen Charles Dickens kritische Betrachtungen des deutschen und englischen Kinder- und Jugendstrafvollzugs und korrespondierte zu dieser Thematik unter vielen anderen mit dem Direktor des Badischen Landesgefängnisses in Bruchsal, Oberregierungsrat Joseph Lenhard. Abel-Musgrave beschrieb dabei die Farm School for Boys der Royal Philantropic Society in Redhill (Surrey) als Musteranstalt, um den häufig von unqualifizierten Zeitgenossen geführten tristen und gewalttätigen deutschen „Fürsorge-Erziehungsanstalten“ ein positives Modell entgegenzuhalten. Die von ihm favorisierte Farm School for Boys in Redhill, die er wiederholt und auch für längere Zeit besucht hatte, eine dorfähnliche Anlage ohne Mauern und Zäune, basierte auf der französischen Colonie pénitentiaire in Mettray, doch erschien es Abel-Musgrave seinerzeit als nicht opportun, den Deutschen ein vorbildhaftes Rehabilitationsprojekt des damals als Erbfeind betrachteten Frankreich vorzuhalten. Die Briten hingegen wurden von den Deutschen in stärkerem Maß respektiert.

„Die Gewalten, denen in Deutschland an der Aufrechterhaltung der bestehenden Zustände liegt, sind, wie ich in jahrelangem Kampfe kennen gelernt habe, sehr groß. Aber das Gesetz der Entwicklung ist stärker als sie. Es wird die Mauern niederreißen, welche mittelalterliche Grausamkeit zwischen diesen Kindern und ihren Menschenrechten auftürmt, sobald das Volk ein Verständnis für die tatsächlichen Verhältnisse gewonnen hat.“

Im Jahr 1909 machte er mit der Veröffentlichung einer umfangreichen Sammlung englischer Parlamentsreden und Presseberichte deutlich, dass sich das militärische Kräfteverhältnis zwischen dem geschwächten Vereinigten Königreich und dem erstarkten Deutschen Reich verschoben habe. Daraus ergebe sich die latente „Gefahr eines Zusammenstoßes zwischen diesen hervorragendsten Vertretern des Germanentums“. Fünf Jahre später bewahrheiteten sich seine Befürchtungen.
Als Curt Abel-Musgrave mit seiner Familie wieder nach Deutschland übersiedelte, wohnte er zunächst in Niederwalluf und ab 1914 oder 1916 in Königstein im Taunus. Dort besaß seine Schwiegermutter, Susette Julie Charlotte Prüfer (1845–1937), geborene Pick, eine Villa. In dieser wohnte er rund fünfzehn Jahre mit seiner Familie.

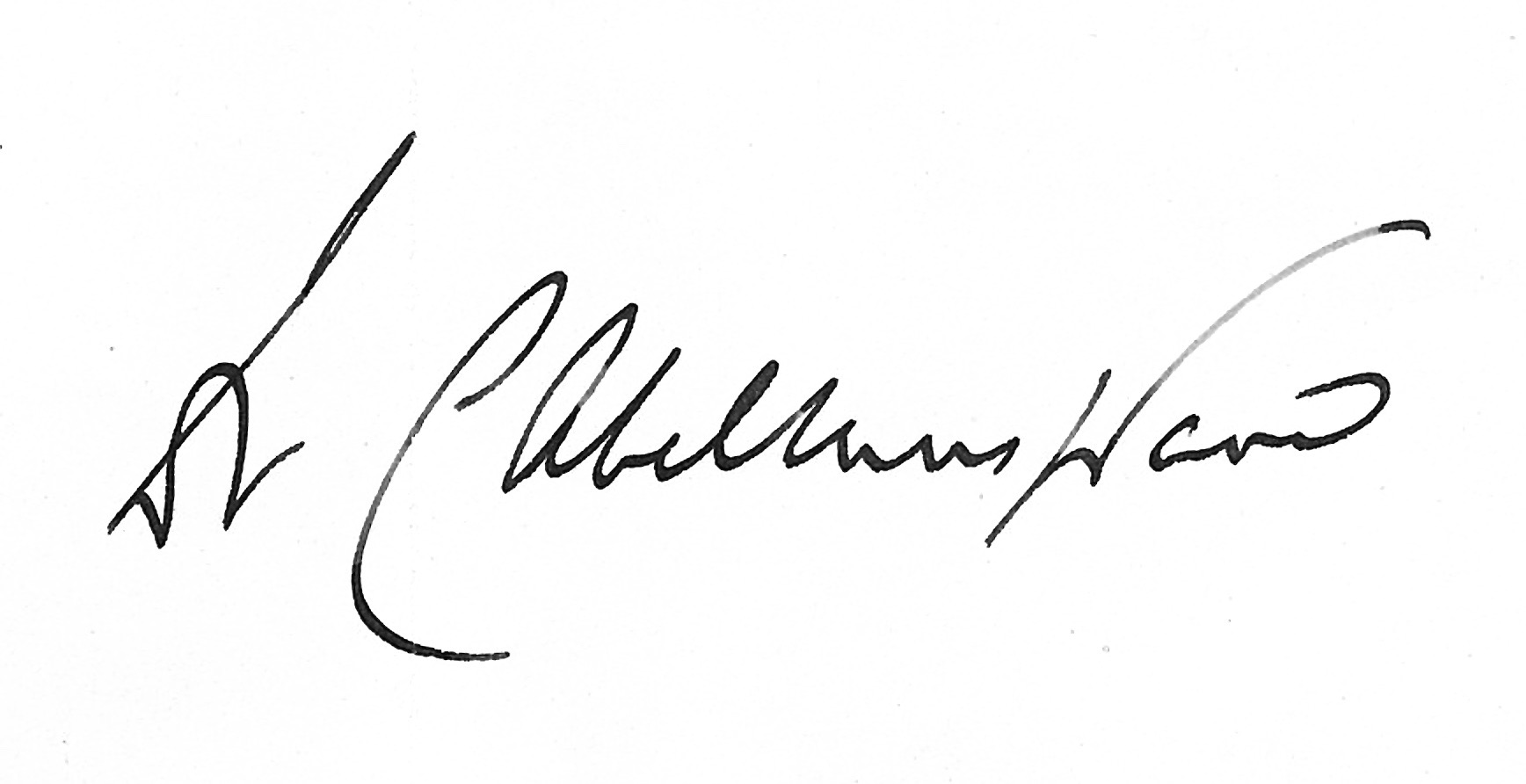
Unterschrift von Curt Abel-Musgrave, 1915

1914 korrespondierte Abel-Musgrave u. a. mit dem Chirurgen Otto Lanz und dem Physiker Wilhelm Wien, war Gründer und Herausgeber der Publikation Amerika, einer Monatsschrift für die deutsch-amerikanischen Interessen auf dem Gebiete des Handels und des gesamten Fortschritts, und begab sich publizistisch auf die Suche nach der Demokratie. Er verglich die Staatsform des deutschen Kaiserreichs mit denjenigen Großbritanniens und der Vereinigten Staaten. Dabei gelangte er zu der Auffassung, dass aufgrund der wachsenden politischen Spannungen eine „monarchische Zentralisierung der Gewalt“ erforderlich sei. Zur laufenden Dokumentation von Machtmissbrauch rief er zur Einrichtung eines unparteiischen „Jahrbuches der deutschen Freiheit“ auf. Aus dem Jahr 1915 ist ein Brief an den Historiker Heinrich Finke erhalten, mit dem er den Adressaten um dessen freimütige Meinung zu seiner neu erschienenen Denkschrift Die geistige und psychische Pflege der Deutschen Krieger im Felde bat.

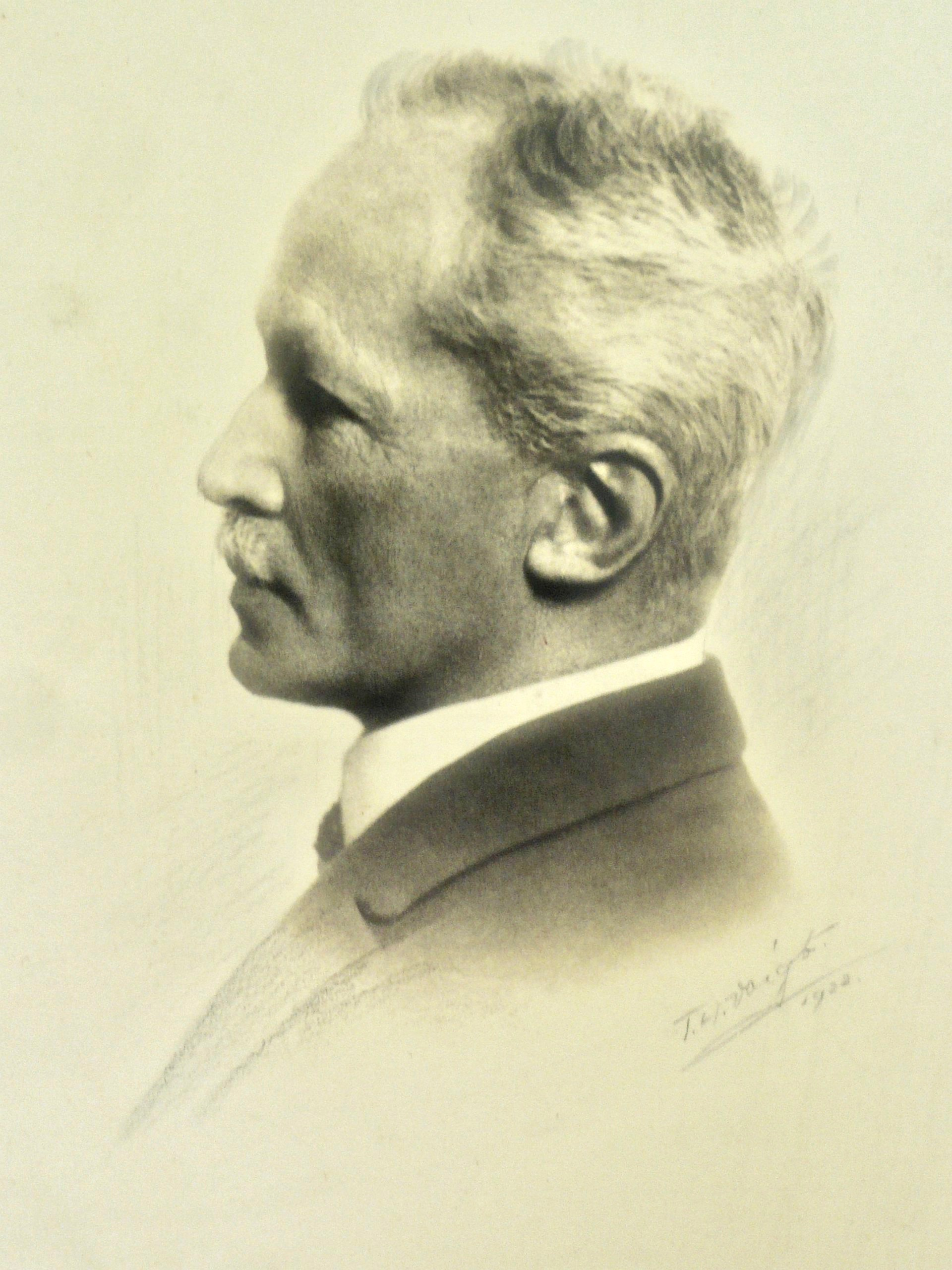
Der 62-jährige Curt Abel-Musgrave, aufgenommen in Bad Homburg vor der Höhe im Jahr 1922

Nach dem für Deutschland verlorenen Ersten Weltkrieg forderte er neben weitreichenden Reformen des Gesundheitswesens, des Militärs, des Gerichtswesens und der Sozialgesetzgebung die Aussöhnung mit allen Kriegsgegnern. Insgesamt jedoch ließ sein publizistisch-gesellschaftspolitisches Engagement spürbar nach. Stattdessen engagierte sich Curt Abel-Musgrave jedoch kommunalpolitisch, forderte 1918 als zweiter Redner einer Versammlung in Königstein im Taunus die „Gründung einer Volksberatungsstelle, eines Konsumvereins und eines Debattierklubs am hiesigen Platze“. Mindestens in den Jahren 1920 und 1921 gehörte er der Königsteiner Stadtverordnetenversammlung an.
Sein Interesse am Spiritismus, einer damaligen Zeitströmung, mag durch seinen Freund Conan Doyle angeregt worden sein, der sich wohl seit etwa 1886 für Spiritismus interessierte, an übersinnliche Fähigkeiten glaubte, ab 1920 mit Harry Houdini befreundet war und nach dem Ersten Weltkrieg als eine der führenden Stimmen dieser Bewegung galt. Dessen Werk dazu übersetzte Abel-Musgrave im Jahr 1921 mit dem Titel Was ist Spiritismus? Die neue Offenbarung. Dazu verfasste Abel-Musgrave eine umfangreiche Einleitung zur Geschichte und Forschung von Parapsychologie und Spiritismus, die knapp die Hälfte der deutschsprachigen Buchausgabe beanspruchte. In dieser formulierte er seine Sympathie für den Spiritismus.
Nur ein Jahr später erschien Abel-Musgraves spiritistisch inspiriertes Werk Der Bacillenkrieg. In diesem als Utopie verfassten Antikriegsroman brachte er sein tiefes Misstrauen gegenüber Diplomaten und Politikern zum Ausdruck und schilderte darin spiritistisch gedeutete Wahrträume und Telepathie.

„Das Genie und die Erfindung eilt der Zeit voraus.“

Sechs Jahre nach dem frühen Tod seiner Ehefrau siedelte er 1929 zusammen mit seinem Sohn Richard in die Schweiz um, 1931 nach Den Haag in die Niederlande. 1937 emigrierte er von dort in die Vereinigten Staaten, wo er ein letztes Theaterstück und einen Essay zur Einwanderung in die USA veröffentlichte. Im US-Bundesstaat Massachusetts wohnte er bei seinem Sohn Richard, der nach einem 1932 bewilligten Stipendium des Akademischen Austauschdienstes (AAD) in den USA verblieb, nachdem in seinem Heimatland mittlerweile die Machtabtretung an die Nationalsozialisten vollzogen worden war.
Curt Abel-Musgrave verstarb im Alter von 78 Jahren und wurde auf dem Mount Auburn Cemetery (Pilgrim Path, Lot 8154, Mausoleum G_H, Space 1) in Cambridge, Massachusetts, beigesetzt. Sein Sohn Richard wurde 2007 neben ihm begraben.

## Werke (Auszug)
Die Angaben in den einschlägigen Archiven (DNB, Worldcat) sind hinsichtlich des Autorennamens, unter dem Abel bzw. Abel-Musgrave seine Werke jeweils veröffentlichte, nicht durchgängig zuverlässig. Letztlich kann nur die Einsicht in die jeweilige Originalausgabe letzten Aufschluss darüber geben.

### Schriften

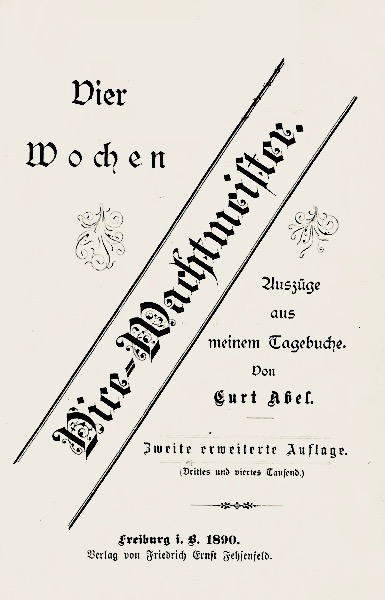
Vier Wochen Vice-Wachtmeister (Titelseite), erschienen 1890 – Die diagonale Anordnung des Titels stellt eine Analogie zu dem ledernen weißen Bandelier dar, das über dunkelblauem Uniformrock (zu Reithose und Tschako) getragen wurde

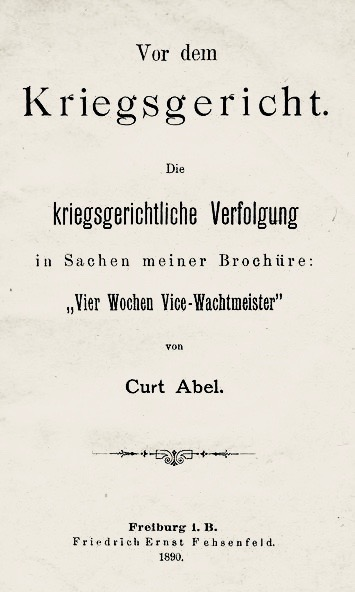
Vor dem Kriegsgericht (Titelseite), erschienen 1890

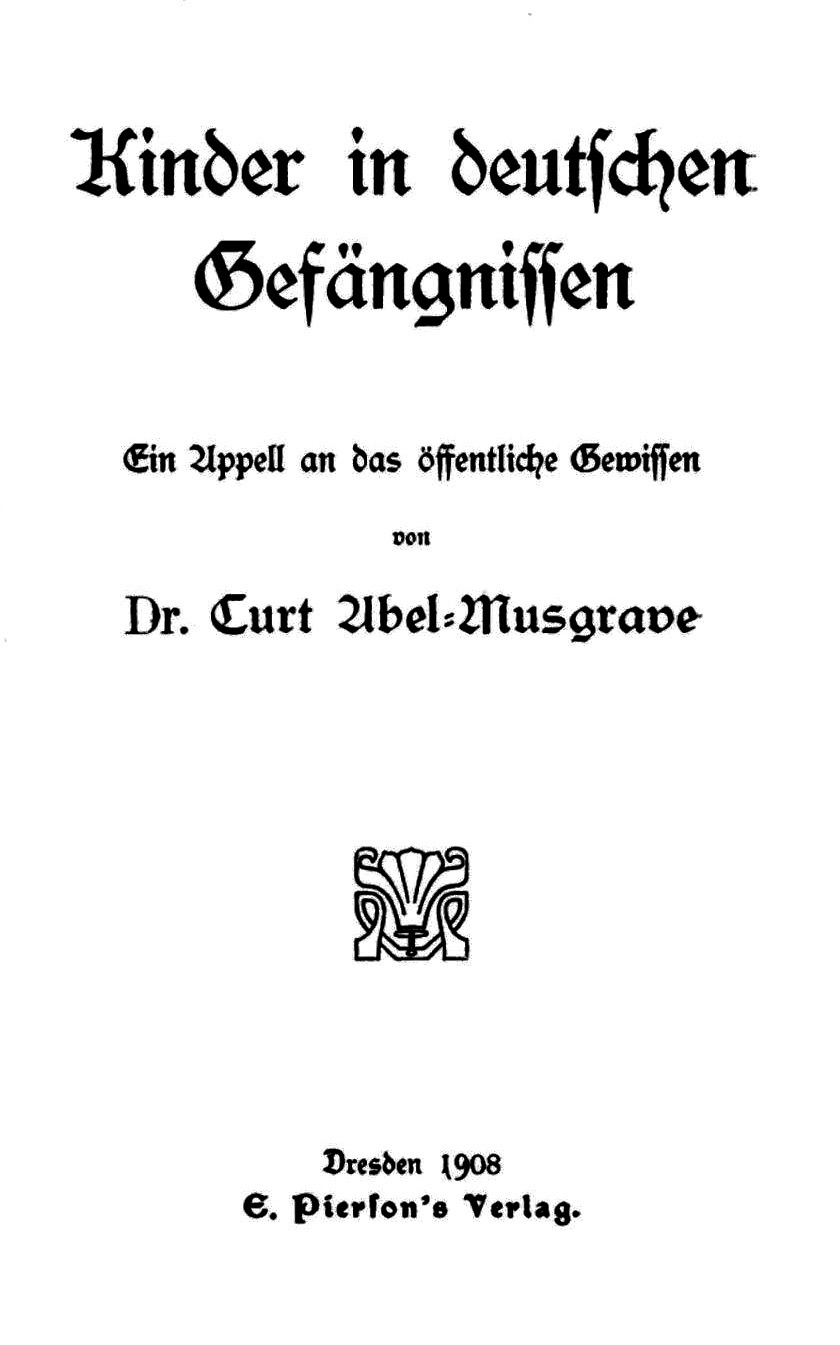
Kinder in deutschen Gefängnissen (Titelseite), erschienen 1908

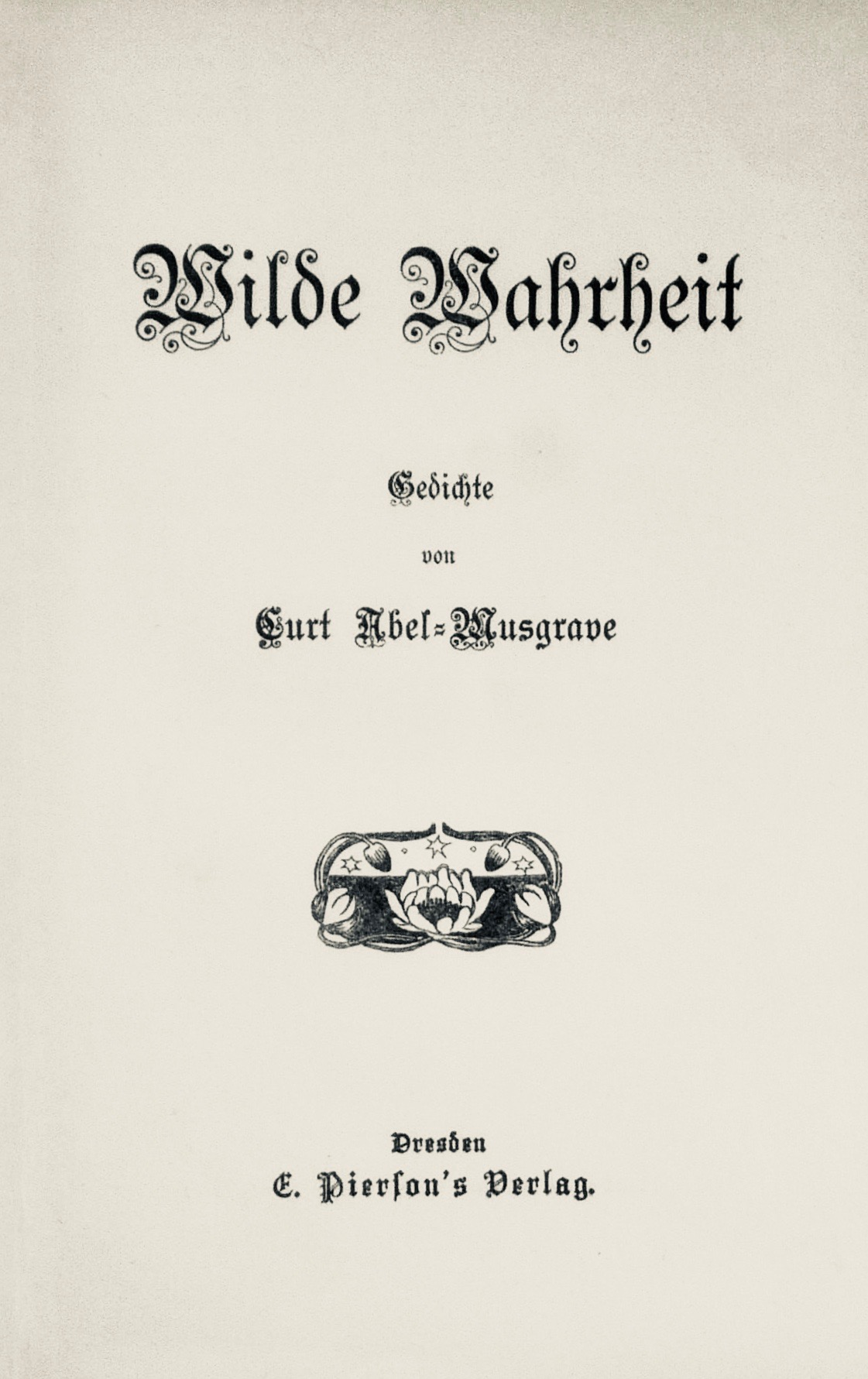
Der Gedichtband Wilde Wahrheit (Titelseite), erschienen 1908

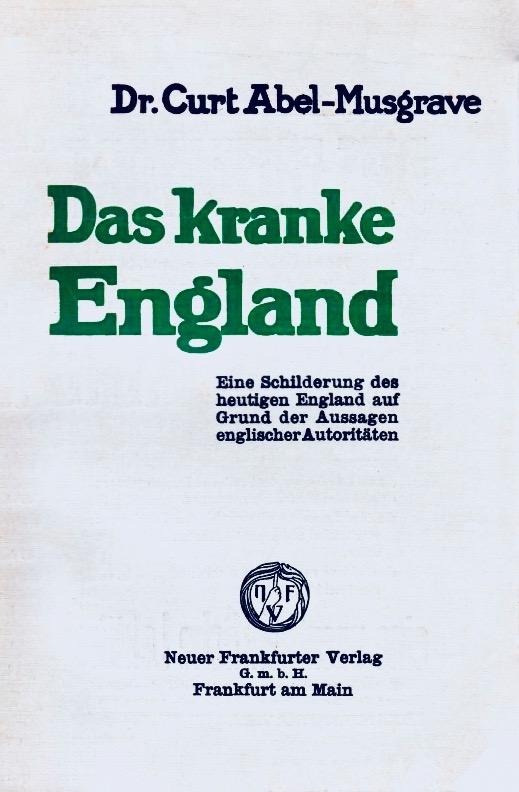
Das kranke England (Titelseite), erschienen 1909

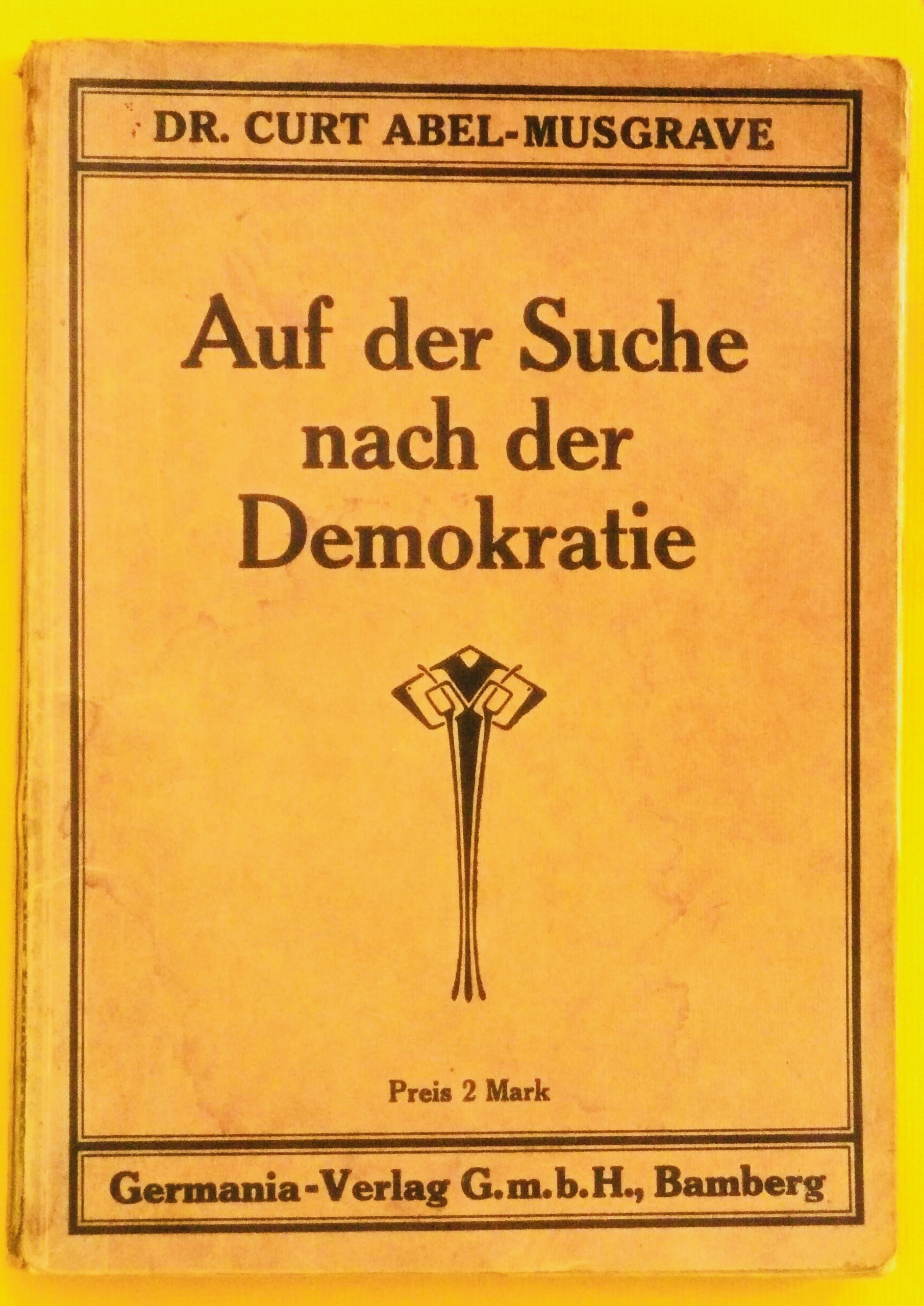
Auf der Suche nach der Demokratie (Frontdeckel), erschienen 1914

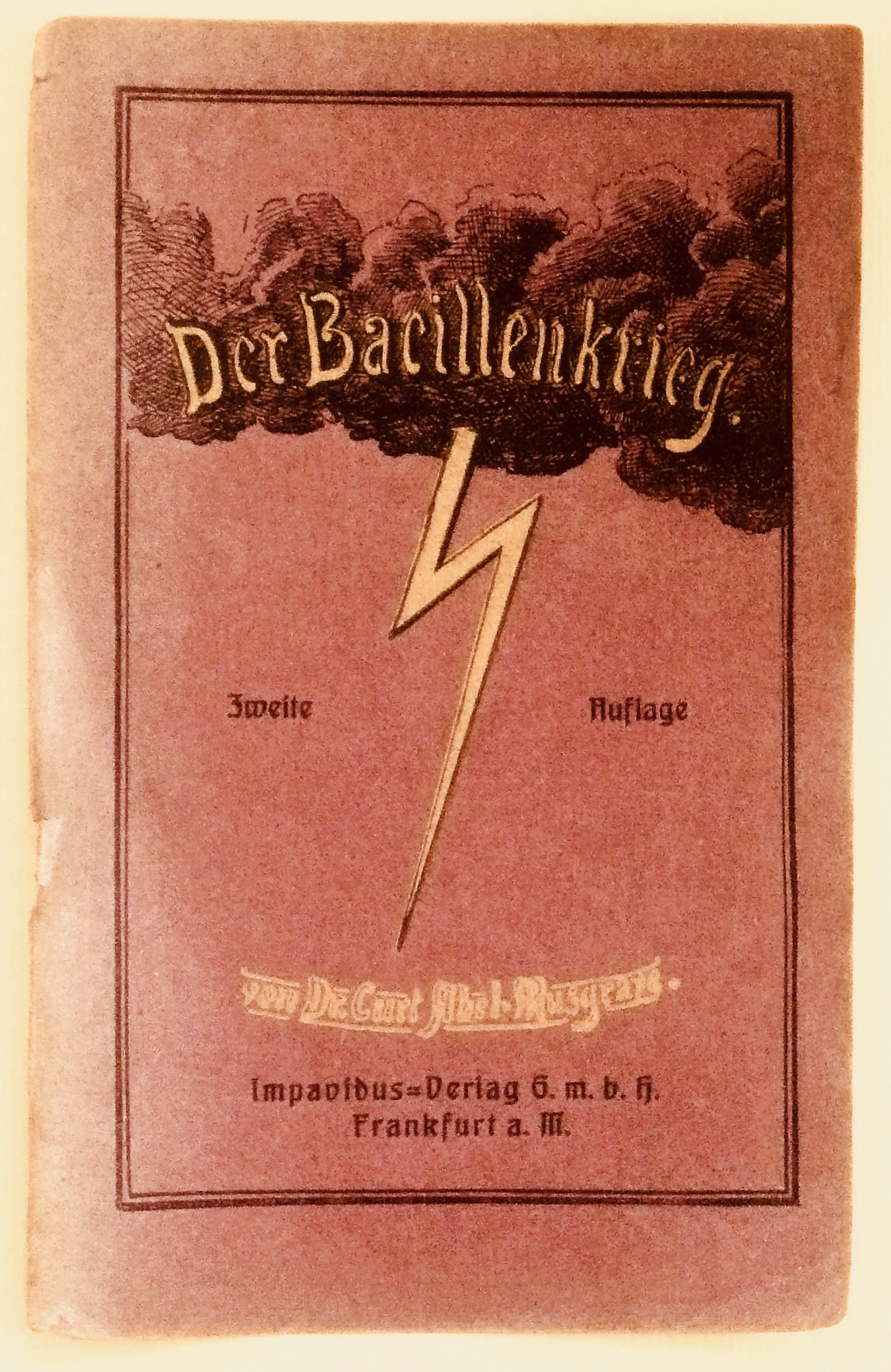
Der Bacillenkrieg, erschienen 1922

- The Cholera in San Francisco. A contribution to the history of corruption in California. San Francisco News Company, San Francisco 1885.[100] OCLC 20740370
- Die bevorstehende Revolution in den Vereinigten Staaten von Nord-Amerika. Walther & Apolant, Berlin 1886.
- als Curt Abel: Fragmente einer neuentdeckten Bibel. Verlags-Magazin Schabelitz, Zürich 1888. OCLC 729974901
- als Curt A. Freiburg (Pseudonym): Offiziere ohne Epauletten. Erlebnisse eines verabschiedeten Offiziers. Minden, Dresden und Leipzig 1889. OCLC 43208075
- als Curt Abel: Chinesen in Deutschland? Eine zeitgemässe Betrachtung. C. F. Conrad, Berlin 1890. (Sonderdruck aus: Berliner Tageblatt vom 26. Januar 1887) OCLC 977598770
- als Curt Abel: Das Duell Vering–Salomon. Eine Betrachtung nebst einem Anhange. Erweiterter Separat-Abdruck aus den Badischen Akademischen Blaettern. Verlag der Badischen Akademischen Blaetter, Freiburg im Breisgau 1890. OCLC 970848273 Im selben Jahr auch in hebräischer Sprache erschienen; Verlag und Ort unbekannt. OCLC 1004848998
- als Curt Abel: Vier Wochen Vice-Wachtmeister. Auszüge aus meinem Tagebuche. Verlag Adolph Hein, Berlin 1890 (1. Auflage); Verlag Friedrich Ernst Fehsenfeld, Freiburg im Breisgau 1890 (ab 2. Auflage). OCLC 494232831
- als Curt Abel: Vor dem Kriegsgericht. Die kriegsgerichtliche Verfolgung meiner Brochüre »Vier Wochen Vice-Wachtmeister«. Verlag Friedrich Ernst Fehsenfeld, Freiburg im Breisgau 1890. OCLC 751364342
- anonym, vermutlich Curt Abel: Mahnruf an die deutschen Offiziere. Brief eines deutschen Edelmannes an seinen Sohn. Verlag Friedrich Ernst Fehsenfeld, Freiburg im Breisgau 1890.
- als Curt Abel: Das Kreuz! Betrachtungen über das Duell Vering–Salomon. Verlag Friedrich Ernst Fehsenfeld, Freiburg im Breisgau 1890. OCLC 163400420
- als Curt Abel: Vierzehn Tage Arrest. Eine wahre Geschichte. In: Das Deutsche Reich 1 (1891) 2, S. 65–81; 3, S. 138–158. Als Sonderabdruck im Verlag Caesar Schmidt, Zürich 1891. OCLC 637619446
- Deutschland und die Wahrheit. Eine Phantasie. In: Das Deutsche Reich 1 (1891) 1, S. 3–5.
- Landeskirche und Religion. In: Das Deutsche Reich 1 (1891) 1, S. 27–30.
- Deutsche Culturbilder. In: Das Deutsche Reich 1 (1891) 1, S. 30–39.
- Der Trödler. Eine Parallele zwischen Märchen und Wirklichkeit. In: Das Deutsche Reich 1 (1891) 1, S. 52–58.
- Praktisches Christentum. In: Das Deutsche Reich 1 (1891) 1, S. 58–59.
- Dogmatisches Christentum. In: Das Deutsche Reich 1 (1891) 1, S. 60.
- Ein Bummler in der Schweiz. In: Das Deutsche Reich 1 (1891) 1, S. 11–19; 3, S. 184–192; 5, S. 257–269.
- Kaiser Wilhelm als Reformator. In: Das Deutsche Reich 1 (1891) 3, S. 129–137.
- Rotbart. Eine Parallele zwischen Märchen und Wirklichkeit. In: Das Deutsche Reich 1 (1891) 5, S. 285–291.
- als Curt Abel: Der deutsche Studierte in den Vereinigten Staaten von Nord-Amerika. Nebst einem Anhang: Der deutsche Schiffsarzt. Verlags-Magazin J. Schabelitz, Zürich 1891. OCLC 916960092
- anonym, möglicherweise Curt Abel: Memoiren eines Ulmer Ersatz-Reservisten. Ein Beitrag zum Kapitel der Soldaten-Mißhandlungen. Verlag Caesar Schmidt, Zürich 1891.
- als Curt Abel: Christenthum, Sozialdemokratie und wahrer Freisinn. Eine Betrachtung. Verlag Friedrich Ernst Fehsenfeld, Freiburg im Breisgau 1891. OCLC 66114331
- anonym, möglicherweise Curt Abel: Fort mit den Jesuiten. Ein Weckruf an alle denkenden Deutschen. Verlag Friedrich Ernst Fehsenfeld, Freiburg im Breisgau 1891.
- als Curt Abel: Bei den Elenden [Zürichs] – Allen Reichen und Sorglosen gewidmet. Verlag Friedrich Ernst Fehsenfeld, Freiburg im Breisgau 1891.[101] OCLC 831152980
- als Curt Abel: Das Stiefkind des deutschen Heeres. Kritische Betrachtungen. Verlag Friedrich Ernst Fehsenfeld, Freiburg im Breisgau 1891. OCLC 456740288
- als Curt Abel: Memoiren eines Couleur-Studenten. Mitgeteilt von Curt Abel. Verlag Friedrich Ernst Fehsenfeld, Freiburg im Breisgau 1891. (Nachdruck: ISBN 3628370272; ISBN 3-944052-83-0) OCLC 42690887[102]
- The Caricature of German in English Schools. An appeal to parents. William Rice, London 1893. OCLC 266995990
- German History. A short review of the principal facts. With an appendix containing biographies of poets, statesmen, and others, Schulbuch, Swan Sonnenschein & Co., 1894. OCLC 29866408
- German Dramatic Scenes. Twelve short plays for use in schools etc. With a short prefatorial account of the author’s method of teaching modern languages, bearbeitete kurze Dramen für den Schulunterricht. Arnold, London und New York 1895. OCLC 563140354
- French Dramatic Scenes. Twelve short plays for use in schools etc., bearbeitete kurze Dramen für den Schulunterricht. Arnold, London und New York 1896. OCLC 316634181
- als Curt Abel-Musgrave: French Conversation with the Examiner. Specially adapted to the requirements of Army and Navy candidates. Sonnenschein & Co., London 1897.[103] OCLC 563140345
- als Curt Abel-Musgrave: Heidelberger Schöpfungsgeschichte. The German Times, Berlin 1902.[104] OCLC 314405050
- Der höheren Herren Lehrer Hohes Lied Zu Tuberkelhausen. Ein Fragment. Mannheimer Aktiendruckerei, Heidelberg 1905.
- als Curt Abel-Musgrave: Zur Kenntnis der Styrole. Inaugural-Dissertation vom 18. April 1907. Ruprecht-Karls-Universität Heidelberg, Verlag K. Rössler, Heidelberg 1907. OCLC 250171775
- als Ernest Lunge (Pseudonym) mit Bernhard Dukes: Patents and designs. Mr. Lloyd George’s Bill as amended. London 1907. OCLC 732092175
- Kinder in deutschen Gefängnissen – Ein Appell an das öffentliche Gewissen. E. Pierson’s Verlag, Dresden 1908. (Nachdruck: ISBN 978-1-295-56845-1) OCLC 756401133
- als Curt Abel-Musgrave: Wilde Wahrheit. Gedichte (Einband in Pressvergoldung und dreiseitiger Goldschnitt). E. Pierson’s Verlag, Dresden 1908.
- als Curt Abel-Musgrave: Die Seelenschmiede von Redhill. Eine Musteranstalt für verwahrloste Knaben. Neuer Frankfurter Verlag, Frankfurt am Main 1909. OCLC 883176685
- als Curt Abel-Musgrave: Das kranke England – Eine Schilderung des heutigen England auf Grund der Aussagen englischer Autoritäten. Neuer Frankfurter Verlag, Frankfurt am Main 1909.[105] OCLC 499341778 (Nachdruck: ISBN 978-1-361-70366-3)
- als Ernest Lunge (Pseudonym): Compulsory working and revocation of patents. Stevens, London 1910. OCLC 732093874 (Nachdruck: ISBN 978-1-2401-1653-9)
- mit L. Oppenberg: Ein Englisches Vorbild für deutsche Fürsorge-Erziehungsanstalten. Betrachtungen über Dr. Curt Abel-Musgraves »Seelenschmiede von Redhill, eine Musteranstalt für verwahrloste Kinder«. Selbstverlag, Freimersdorf bei Cöln 1911. OCLC 174534378
- als Curt Abel-Musgrave: Auf der Suche nach der Demokratie. Germania-Verlag, Bamberg 1914. OCLC 458352105
- Weest rechtvaardig in uw ordeel! Open brief aan het Nederlandsche volk door Dr. Curt Abel-Musgrave. Uitgave van d. Schrijver, Verlag der Nürnberger Zeitung, Nürnberg 1914. OCLC 66110890
- als Curt Abel-Musgrave: Die geistige und psychische Pflege der Deutschen Krieger im Felde – Eine Denkschrift. Englert & Schlosser, Frankfurt am Main 1915.[106] OCLC 314648203
- als Curt Abel-Musgrave: Neuwelt! Die Forderung einer politischen Gemeinschaft des Aufbaues (= Kriegspolitische Einzelschriften, Band 20). C. A. Schwetschke & Sohn, Berlin 1917.[107] OCLC 72415549
- als Curt Abel-Musgrave: Der Bacillenkrieg. Eine Mahnung an Alle! Impavidus-Verlag, Frankfurt am Main 1922. OCLC 754645336
  - Der 1922 in der 2. Auflage des Impavidus-Verlages als Fortsetzung angekündigte Titel Die Erlösung erschien nicht (vermutlich inflationsbedingt); sein Inhalt könnte jedoch in den zehn Jahre später erschienenen Titel Die Grosse Politik eingeflossen sein.
- als Curt Abel-Musgrave: Des Aktuarius Liebesnot. Eine traurige Geschichte in lustigen Reimen. H. W. Hendriock, Berlin-Charlottenburg 1930. OCLC 503824306
- als Kurt Abel (Bearb.): Lustige Hochzeitsfeier. Humoristische Vorträge, Gedichte und Glückwünsche für Hochzeits- und Polterabendsfeiern. Gesammelt von Kurt Abel. Enßlin und Laiblin, Reutlingen 1932.
- The American league of naturalized citizens. A proposal. Medor Publishing Company, Boston 1938.

### Theaterstücke

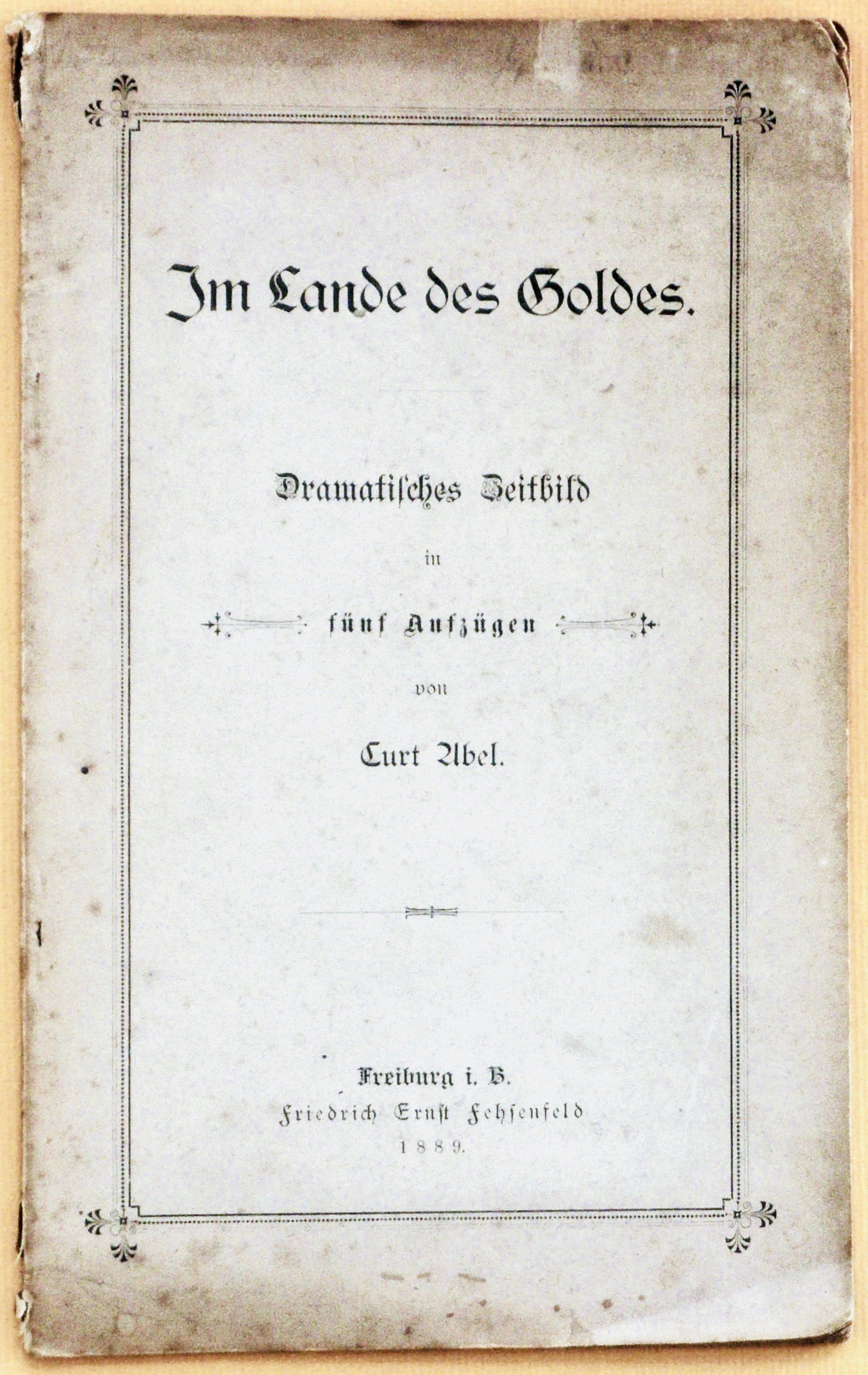
Im Lande des Goldes, erschienen 1889

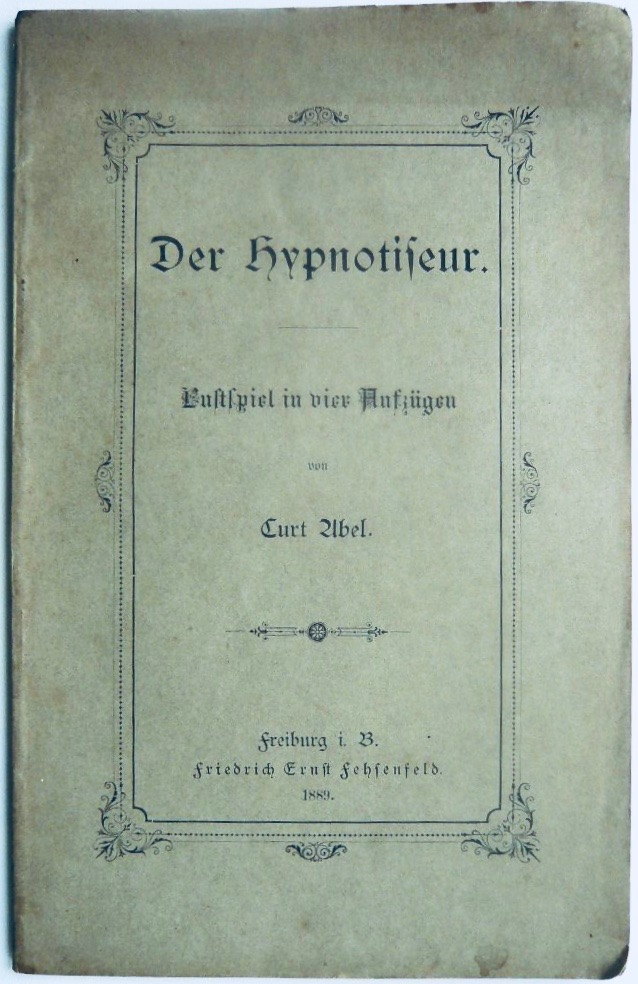
Der Hypnotiseur, erschienen 1889

- als Curt Abel: Prinzessin Titisee. Dramatisches Feenmärchen aus dem Schwarzwald. Verlag Friedrich Ernst Fehsenfeld, Freiburg im Breisgau 1888. OCLC 180416027
- als Curt Abel: Der Hypnotiseur (Lustspiel in vier Aufzügen). Verlag Friedrich Ernst Fehsenfeld, Freiburg im Breisgau 1889.[108] OCLC 180416004
- als Curt Abel: Im Lande des Goldes. Dramatisches Zeitbild in fünf Aufzügen. Verlag Friedrich Ernst Fehsenfeld, Freiburg im Breisgau 1889. (Uraufführung durch Studierende am 4. Mai 1889 in Freiburg im Breisgau)[109] OCLC 250170871
- als Curt Abel: Der rothe Seppel. Schwank in einem Aufzuge (Lord Hamilton's Radfahrt oder der rothe Seppel. Schwank in einem Akt). Verlag Friedrich Ernst Fehsenfeld, Freiburg im Breisgau 1889. OCLC 254996876
- als Curt Abel: Die neue Generation. Dramatisches Zeitbild in fünf Aufzügen. Conrad, Berlin 1890.[110] OCLC 312948384
- Das Recht auf Arbeit. Soziales Drama in fünf Aufzügen. Selbstverlag 1890. OCLC 695696162
- als Curt Abel-Musgrave: Die Heidelberger Maid. Lustspiel in drei Aufzügen. Verlag Chr. Lehmann, Jugenheim an der Bergstraße 1901. OCLC 314201279
- Krone und Ketten. Schmidt, Friedrichroda 1902.
- Die große Tat. Drama in drei Aufzügen. Heckendorff, Berlin [1910]. (Nachdruck: ISBN 978-5-519-00683-5) OCLC 180687114
- Die neue Magd. Lebensbild in einem Aufzuge. Selbstverlag, Nieder-Walluf 1912.
- Alarm. Ein Bild aus des Volkes Not in vier Aufzügen. Viereck Verlag, Berlin 1927.
- Die Himmelfahrt. Ein Stück vom Sterben, Werden und Leben in drei Abschnitten. Viereck Verlag, Berlin 1927.
- Die Grosse Politik – Ein Stueck aus dem Hexensabbat unserer Zeit in vier Aufzuegen. Zuid-Hollandsche Boek-en Handelsdrukkerij, Den Haag 1932.[111] OCLC 250172538
- The Journey to Hell. A Play in 5 Scenes. 1937.[112]

### Übersetzungen
Er übersetzte beispielsweise Rudyard Kiplings Werk The Jungle Book (Das Dschungelbuch) in die deutsche Sprache, aber auch Werke seines Freundes, des Sherlock-Holmes-Schriftstellers Sir Arthur Conan Doyle, alle unter dem Namen Curt Abel-Musgrave.

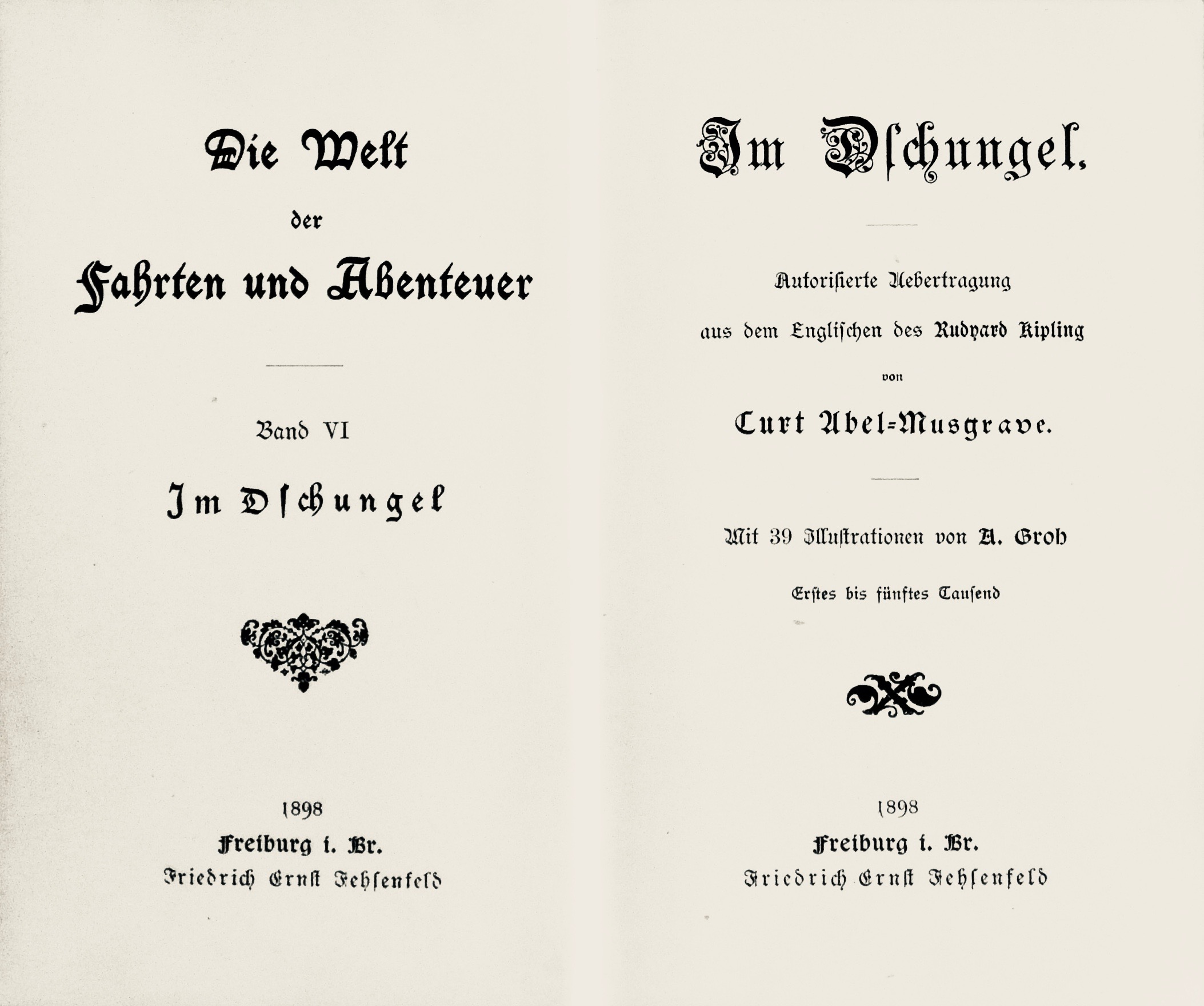
Im Dschungel (Titelseite), erschienen 1898, ab 1913 analog des englischen Originaltitels The Jungle Book: Das Dschungelbuch

- Rudyard Kipling: Im Dschungel (= Welt der Fahrten und Abenteuer, Band 6). Verlag Friedrich Ernst Fehsenfeld, Freiburg im Breisgau 1898, ab der 1913 erschienenen 4. Auflage (31.–40. Tausend) unter dem Titel Das Dschungelbuch.[113] OCLC 174475249
  - Teil I:
  - ders.: Maugli's Brüder (sic)
  - ders.: Kaa's Hungertanz (sic)
  - ders.: Maugli's Rache (sic)
  - Teil II:
  - ders.: Der Weltverbesserer
  - ders.: Rikki-Tikki-Tavi
  - ders.: Toomai, der Liebling der Elefanten
- ders.: Diener der Königin (Servants of the Queen). Verlag Friedrich Ernst Fehsenfeld, Freiburg im Breisgau 1900. OCLC 248397123
- Stanley John Weyman: Der Hexenmeister (= Welt der Fahrten und Abenteuer, Band 7). Verlag Friedrich Ernst Fehsenfeld, Freiburg im Breisgau 1900. OCLC 72415548
- Hal Godfrey: Fräulein Eulalias grässliches Abenteuer (= Fehsenfeld’s Romansammlung, Jahrg. 1, Band 11). Verlag Friedrich Ernst Fehsenfeld, Freiburg im Breisgau 1900. OCLC 706934147
- Sir Arthur Conan Doyle: Das Congoverbrechen (The Crime of the Congo, 1909). Dietrich Reimer Verlag, Berlin 1909. OCLC 245885340
- ders.: Das Töpfchen Kaviar. E. Pierson’s Verlag, Dresden 1910. OCLC 72497483
- Edmund Dene Morel: Die Zukunft des Belgischen Congo. Eine kritische Untersuchung der Vorschläge der belgischen Regierung zur Congo-Reform (The Future of the Congo). Dietrich Reimer Verlag, Berlin 1910. OCLC 45957888
- Sir Arthur Conan Doyle: Was ist Spiritismus? Die neue Offenbarung. Verlag Dr. H. Krause, Fürth i. B. 1921. OCLC 38851388 (Nachdruck: ISBN 978-3-8909-4563-7)
  - inkl. weiterer Erzählungen von C. J. Cutcliffe Hyne (1866–1944) und R. Andom (Pseudonym von Alfred Walter Barrett, * 1869)

## Funktionen
- Ab 1914 fungierte er als Schriftführer der akademischen Vereinigung zur geistigen Anregung der deutschen Krieger im Felde[114]
- Ab etwa 1920 war er Stadtverordneter der Stadt Königstein im Taunus[87]